# Tom Stubbe
Tom Stubbe (Blankenberge, 26 mei 1981) is een Belgisch wielrenner. Sinds 2005 rijdt hij bij de profs. De eerste drie jaar van zijn carrière reed Stubbe voor Chocolade Jacques, in 2008 voor La Française Des Jeux en in 2009-2010 voor Silence-Lotto. In 2011 reed hij voor Donckers Koffie-Jelly Belly.

## Belangrijkste resultaten
2002
- 1e - etappe 2 Triptyque des Barrages (U23)
- 3e - Triptyque des Barrages (U23)

2004
- 1e - Tour du Loir-et-Cher
- 1e - etappe 4 in de Triptyque des Barrages
- 3e - Nationaal kampioenschap tijdrijden bij de amateurs
- 3e - Triptyque des Barrages

2006
- 3e - Tour de l'Avenir

2007
- 2e - Vlaamse Pijl

2008
- 10e - eindklassement Tirreno-Adriatico

## Resultaten in voornaamste wedstrijden
| Jaar | Ronde van Italië | Ronde van Frankrijk | Ronde van Spanje |
| ---- | ---------------- | ------------------- | ---------------- |
| 2008 | opgave           |                     |                  |
| 2010 |                  |                     |                  |

| Jaar | Milaan-San Remo | Parijs-Brussel |
| ---- | --------------- | -------------- |
| 2008 | 149e            |                |
| 2010 |                 | 137e           |